# Maria Helena Braga
Maria Helena Sousa Soares de Oliveira Braga (14 de septiembre de 1971) es una doctora en Física portuguesa, profesora asistente en el Departamento de Ingeniería Física de la Universidad de Oporto, Portugal. Actualmente se enfoca en áreas de investigación en Ciencia de Materiales e Ingeniería de Materiales en la Universidad de Porto y en la Universidad de Texas en Austin. Se le atribuye el expandir la comprensión de los electrolitos de vidrio y las baterías de vidrio con su colega John B. Goodenough. Braga es investigadora en el Instituto de Materiales dirigido por Goodenough.

## Educación
Braga recibió la Licenciatura en Física en la Universidad de Oporto, Portugal, en 1993 y recibió el Doctorado en Filosofía de la Universidad de Oporto, Portugal, en 1999.

## Investigación
Braga fue investigadora y miembro del personal visitante de largo plazo en el Laboratorio Nacional de Los Álamos (2008-2011). Braga es reconocida por ampliar la comprensión de los electrolitos de vidrio sólido y las baterías de vidrio. Ha contribuido con investigaciones en aleaciones ligeras, soldaduras sin plomo y materiales para el almacenamiento de hidrógeno. Goodenough reconoció que su trabajo con electrolitos de vidrio era importante, y fue persuadida de unirse a su grupo para continuar esta investigación.
Braga propone electrolitos sólidos amorfos de vidrio en forma de vidrio de litio dopado con bario y vidrio de sodio dopado con bario como una solución a los problemas identificados con electrolitos líquidos orgánicos utilizados en las células modernas de baterías de iones de litio. El sodio es más fácil de obtener y más ecológico que el litio, y el electrolito de vidrio elimina la posibilidad de cortocircuito por crecimiento de dendritas. Las baterías basadas en este nuevo diseño podrían almacenar tres veces más energía que las celdas de iones de litio comparables. Además, los diseños basados en la investigación de Braga mejoran la limitación existente de 500 ciclos de carga en Li-ion a más de 1200 ciclos de carga y tienen un rango de temperatura de uso más amplio.
Braga y sus colegas del Grupo de Investigación de Materiales para la Energía en la Universidad de Oporto organizan proyectos de investigación relacionados con electrolitos de vidrio, refrigeradores magnéticos, catalizadores para reacciones en celdas de combustible y otras investigaciones avanzadas de materiales.
Braga presentó una solicitud de patente para un dispositivo de carbón sólido e iones de sodio para aplicaciones de almacenamiento de energía.